# Katastrofa autobusu w Gdańsku
Katastrofa autobusu w Gdańsku – katastrofa w ruchu lądowym, która wydarzyła się 2 maja 1994 roku w Gdańsku (w dzielnicy Kokoszki). W wypadku autobusu, który zjechał wówczas na pobocze i uderzył w przydrożne drzewo, zginęły 32 osoby, a 43 zostały ranne. To katastrofa drogowa z największą liczbą ofiar śmiertelnych, która wydarzyła się na terytorium Polski.

## Charakterystyka katastrofy

### Autobus biorący udział w zdarzeniu

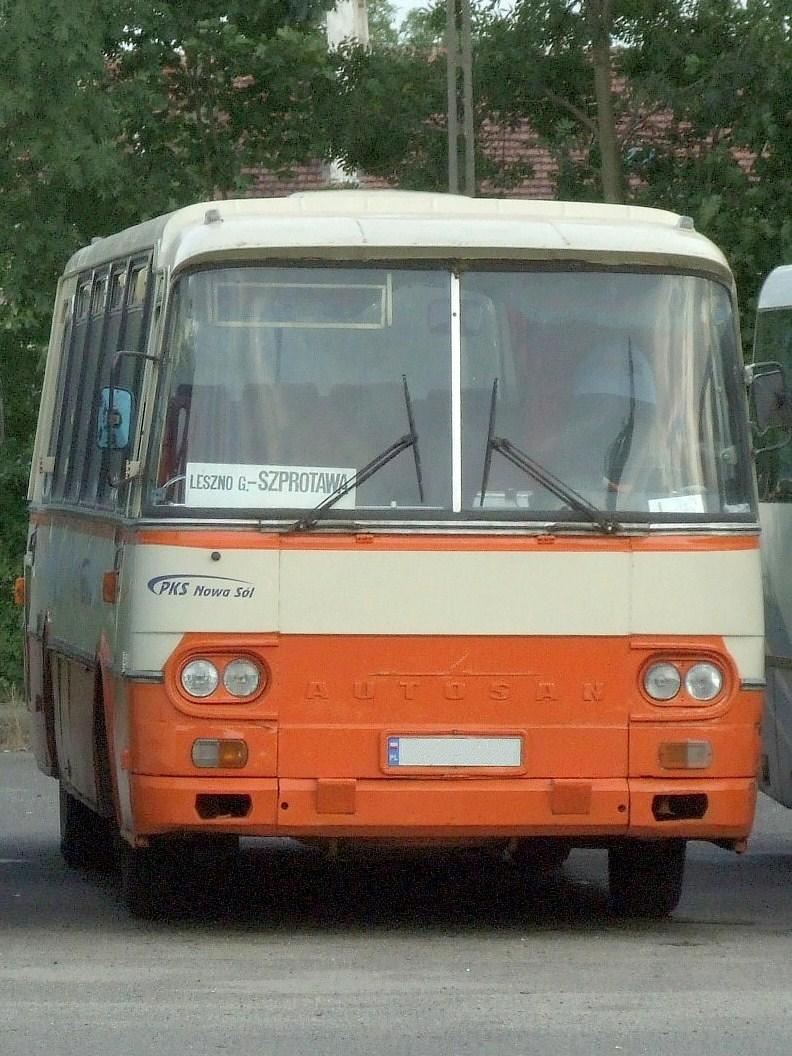
Autosan H9-21

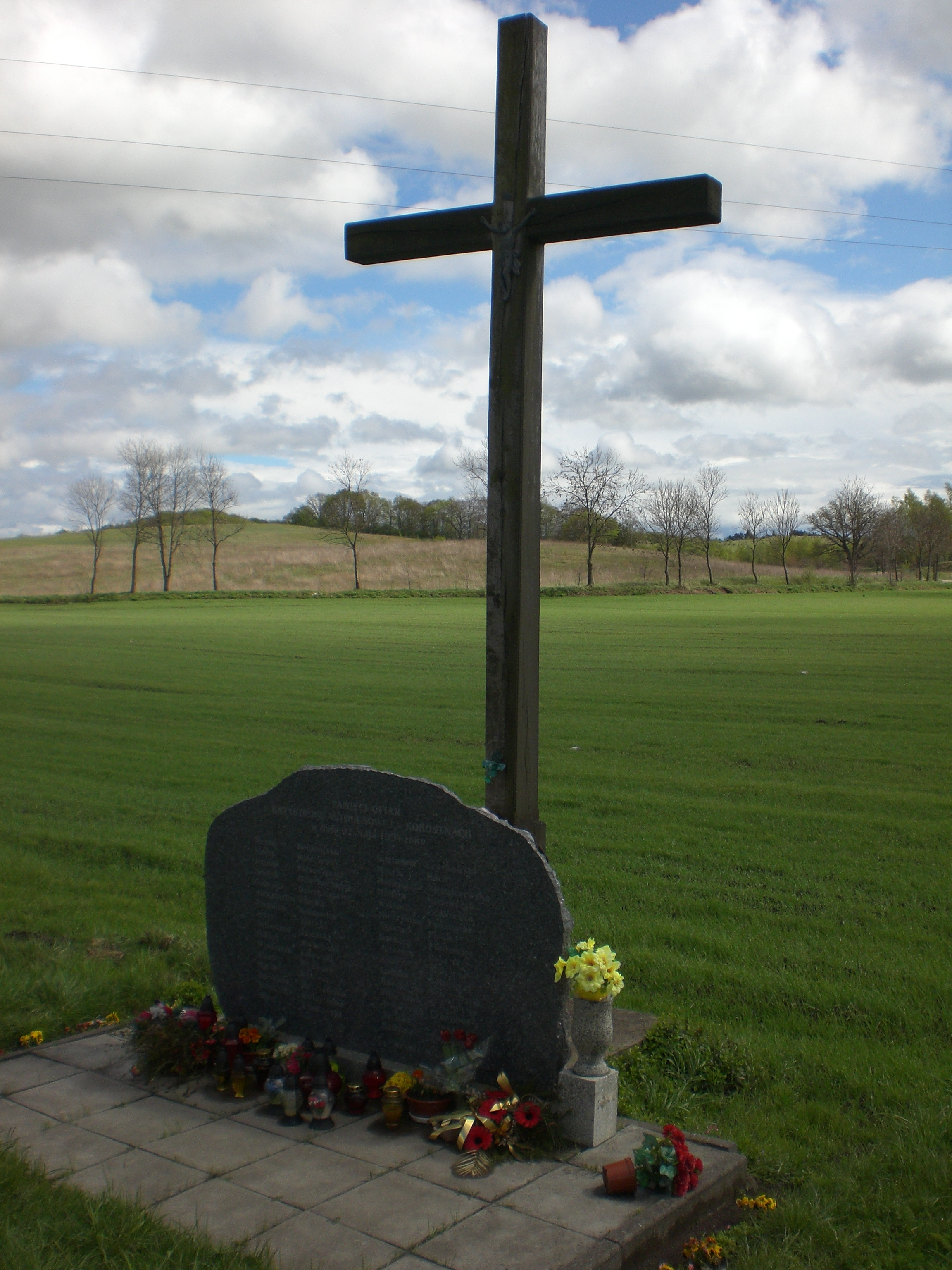
Tablica pamiątkowa w miejscu katastrofy

Autobus Autosan H9-21 o numerze rejestracyjnym GAG 5127 należący do PKS Gdańsk, wyprodukowany w 1983 roku (w chwili katastrofy miał 11 lat), pół roku wcześniej (pod koniec 1993 roku) przeszedł kapitalny remont. Wypadek wydarzył się podczas popołudniowo-wieczornego kursu relacji Zawory – Kartuzy – Gdańsk. W momencie wypadku przepełniony, zamiast przepisowych 51 pasażerów (39 na miejscach siedzących i 12 na miejscach stojących), na pokładzie było 75 osób. Autokar kierowany był przez 39-letniego Jerzego Marczyńskiego, który w PKS pracował ponad 18 lat.

### Miejsce zdarzenia
Do wypadku doszło na prostym odcinku ówczesnej drogi krajowej nr 219 (obecnie droga krajowa nr 7), 500 metrów przed przystankiem w Gdańsku Kokoszkach. W tym miejscu obowiązywało wówczas ograniczenie prędkości do 50 km/godz.

### Przebieg zdarzenia
Poniedziałek, 2 maja 1994 roku – mimo że wypadł pomiędzy świętami majowymi – był normalnym dniem roboczym. Podmiejskie autobusy liniowe gdańskiego PKS kursowały jednak według sobotniego rozkładu jazdy – było ich mniej niż zazwyczaj, natomiast liczba pasażerów nie odbiegała od standardów. Tego dnia Jerzy Marczyński miał tylko dwa półtoragodzinne kursy popołudniowe: Gdańsk – Kartuzy – Zawory i Zawory – Kartuzy – Gdańsk. Na tym odcinku autobusy były wówczas zwykle przepełnione pasażerami.
Feralny w skutkach kurs rozpoczął się o godz. 17:50 w Zaworach nad jeziorem Kłodno, chętnie odwiedzanym przez mieszkańców Gdańska. Tłok w autobusie zaczął się już od następnego przystanku w Chmielnie (godz. 17:50), lecz największa liczba pasażerów wsiadła w Kartuzach (godz. 18:17). Z Kartuz autobus jechał przepełniony, stan ten jednak – mimo że naruszał przepisy przewozowe – był normą na liniach podmiejskich. Od Kartuz kierowca nie chciał już wpuszczać więcej podróżnych, jednak uległ prośbom i w Żukowie (godz. 18:43) do autobusu weszły jeszcze dwie osoby. Kierowca wiedział, że to ostatni kurs tego dnia na linii Zawory – Kartuzy – Gdańsk, więc – motywowany chęcią pomocy podróżnym – zabrał wszystkie chętne osoby. Na ostatnim przystanku przed Gdańskiem – w Leźnie (godz. 18:55) do autobusu wsiadło jeszcze ośmioro ludzi. Następnym przystankiem miał być Gdańsk-Kokoszki. Wśród pasażerów były całe rodziny, licealistki wracające z biwaku, osoby udające się do pracy, turyści.
Około 500 metrów przed przystankiem, na prostym odcinku drogi, zaraz za zakrętem i w miejscu obowiązywania ograniczenia prędkości do 50 km/h, kierowca przepełnionego autobusu zdecydował się na manewr wyprzedzania wolno jadącej ciężarówki marki Jelcz. Autobus zdaniem prokuratury jechał z prędkością około 60 km/h, kierowca jednak zeznał, że prędkościomierz pokazywał 40–45 km/h. W momencie powrotu na prawy pas doszło do pęknięcia prawej przedniej opony. Spowodowało to wyrwanie kierownicy z rąk, a następnie niekontrolowane zniesienie autobusu na pobocze i uderzenie w rosnące na nim drzewo (lipę), w które Autosan wbił się czołowo na długość 4 metrów o godz. 19:01.

## Akcja ratunkowa
Akcję ratunkową rozpoczęli kierowcy przejeżdżających aut oraz lżej ranni pasażerowie, próbując dostać się do poszkodowanych, rozcinając lub rozrywając wrak autobusu. Pierwszy zastęp straży pożarnej dojechał na miejsce z Żukowa po 20 minutach. Drużyna OSP Żukowo nie miała jednak odpowiedniego sprzętu ratowniczego. Za nimi przyjechała PSP Kartuzy z jedynym w okolicy nożyco-rozpierakiem do pojazdów. Wkrótce na miejsce katastrofy dotarły kolejne służby: pogotowie ratunkowe, policja oraz PSP z Gdańska i Pruszcza Gdańskiego (łącznie na miejscu pojawiło się ok. 50 strażaków). Z wraku wyciągano zmiażdżone ciała pasażerów. Układano je wzdłuż drogi, po jej prawej i lewej stronie. Metalowe elementy autobusu były porozrzucane w promieniu kilkudziesięciu metrów. Na miejscu stwierdzono 25 zgonów, przed przybyciem do trójmiejskich szpitali zmarły dwie osoby, kolejne trzy podczas nadchodzącej nocy. Po tygodniu ostateczny bilans wzrósł do 32 zabitych i 43 rannych – wielu wyszło z wypadku z ciężkimi obrażeniami.
Obwieszona tabliczkami z nazwiskami ofiar i krzyżami lipa rosła jeszcze przez 14 lat. Gdy uschła została ścięta w lutym 2008 roku

## Wyroki
Minister transportu Bogusław Liberadzki powołał komisję mającą ustalić przebieg i przyczyny wypadku. Śledztwo prowadzone przez prokuraturę wykazało, że główną przyczyną katastrofy było pęknięcie opony autokaru, spowodowane jej złym stanem technicznym. Sąd Rejonowy w Gdańsku – IV Wydział Karny wydał wyrok 21 stycznia 1999 roku. Kierowca autobusu został skazany na karę dwóch lat pozbawienia wolności z warunkowym zawieszeniem wykonania kary na okres próby czterech lat za umyślne sprowadzenie niebezpieczeństwa katastrofy i nieumyślne jej spowodowanie, bowiem nie sprawdził ciśnienia w kołach przed kursem, dopuścił do przeciążenia maszyny o prawie dwie tony oraz przekroczył dozwoloną prędkość o 5-10 km/h. Za dopuszczenie autobusu do ruchu mistrz stacji obsługi został skazany na karę jednego roku pozbawienia wolności, a zastępca dyrektora do spraw technicznych – na karę 10 miesięcy pozbawienia wolności. Wykonanie tych kar warunkowo zawieszono na okres próby dwóch lat.

## Ofiary śmiertelne
Lista ofiar z tablicy pamiątkowej ustawionej w miejscu katastrofy z inicjatywy Zarządu Miasta Gdańska, odsłoniętej 31 października 1997:

1. Teresa Bobkowska
2. Alojzy Bobkowski
3. Joanna Ciereniewicz
4. Gabriela Dzierbanowicz
5. Henryk Dzierbanowicz
6. Aleksandra Ilnicka
7. Zbigniew Iwanowicz
8. Jerzy Jarocki
9. Sebastian Jasiński
10. Maciej Jurkowski
11. Władysław Kitowski
12. Alfons Klinkosz
13. Maria Kobiela
14. Apolonia Kurczewska
15. Dominika Kwidzińska
16. Józef Landowski
17. Kazimierz Leszkowski
18. Marek Mach
19. Małgorzata Michalczewska
20. Helena Mielewczyk
21. Wiktoria Pędłowska
22. Mieczysław Pędłowski
23. Ryszard Pioch
24. Barbara Piotrowicz
25. Jarosław Richert
26. Andrzej Sobiegraj
27. Lucyna Sobiegraj
28. Magdalena Szutenberg
29. Zdzisław Szutenberg
30. Agnieszka Urbanowicz
31. Joanna Zegarowska
32. Barbara Żurawska-Czupa

W 2014 roku zmarł kierowca autobusu – Jerzy Marczyński, który przez 20 lat od dnia wypadku był napiętnowany mianem zabójcy. Przez wielu jest uznawany za ostatnią, 33. ofiarę katastrofy w Gdańsku Kokoszkach.